# Vieux-Vy-sur-Couesnon
Vieux-Vy-sur-Couesnon (tiếng Breton: Henwig-ar-C'houenon, Gallo: Vioez-Vic) là một xã của tỉnh Ille-et-Vilaine, thuộc vùng Bretagne, miền tây bắc nước Pháp.

## Dân số
Người dân ở Vieux-Vy-sur-Couesnon được gọi là Vieuxviciens.
| 1962                                            | 1968 | 1975 | 1982 | 1990 | 1999 |
| ----------------------------------------------- | ---- | ---- | ---- | ---- | ---- |
| 1023                                            | 941  | 928  | 835  | 863  | 861  |
| Starting in 1962: Population without duplicates |      |      |      |      |      |